# Hafenquerspange

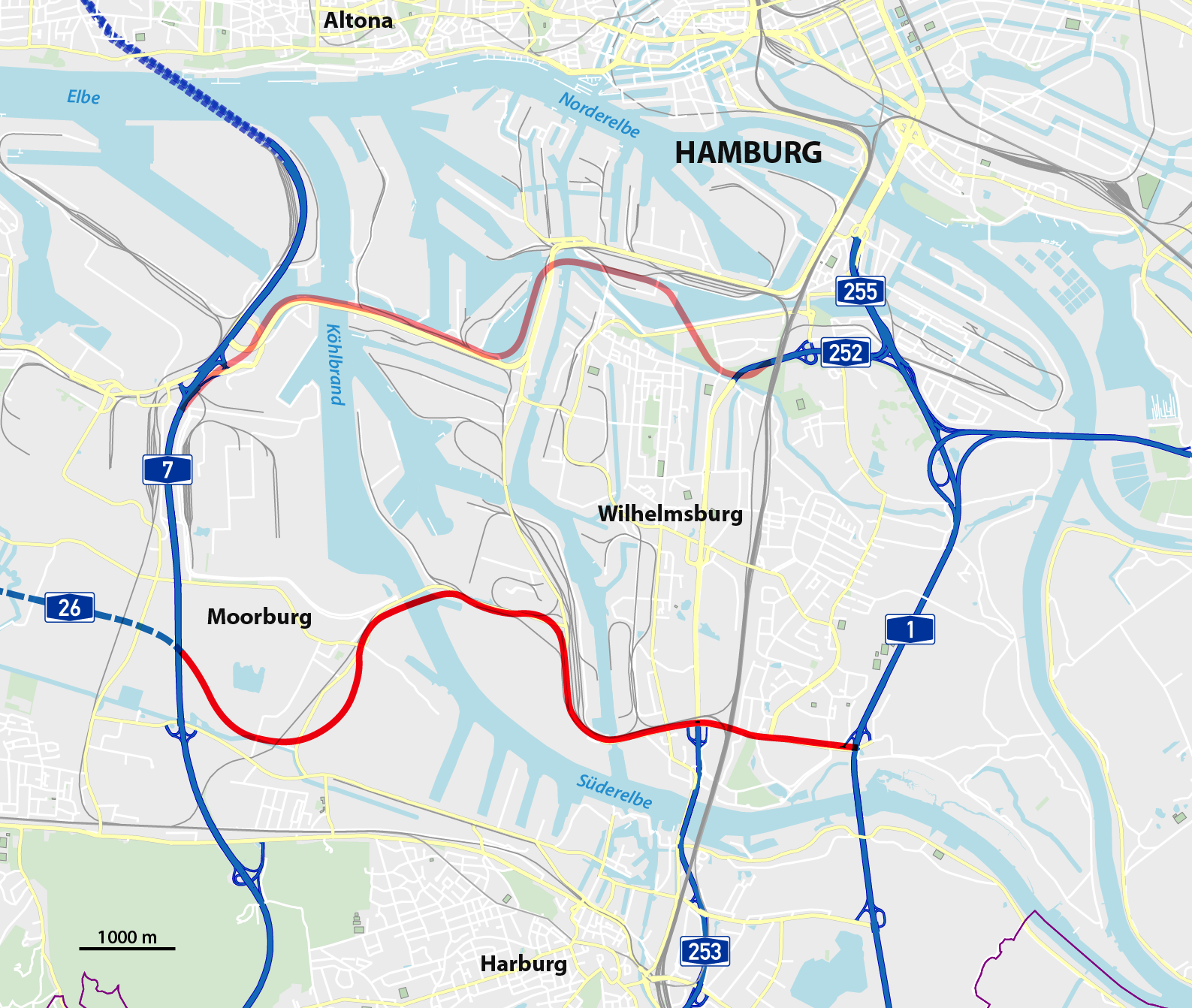
Die Hafenquerspange: aktuelle und frühere Planung (dunkelrot bzw. hellrot)

Als Hafenquerspange (auch Hafen-Autobahn) wurden und werden verschiedene Planungen bezeichnet, die beiden Bundesautobahnen A 1 und A 7 durch eine in Ost-West-Richtung  durch das Gebiet des Hamburger Hafens im Hamburger Stadtteil Wilhelmsburg verlaufende Autobahn zu verbinden.
Nach aktuellem Stand sehen die Planungen des Bundesverkehrsministeriums als sogenannte Hafenpassage eine Verlängerung des vierten Bauabschnittes der Bundesautobahn 26 vom zukünftigen Autobahnkreuz Hamburg-Süderelbe südlich von Wilhelmsburg zur A 1 mit einem Autobahndreieck Hamburg-Stillhorn vor.

## Frühe Planungen für eine Hafen-Autobahn
Erste Planungen für eine Ost-West-Richtung durch den Hamburger Hafen führende Autobahn stammen aus den 1930er Jahren (siehe auch: Reichsautobahn). Die nicht verwirklichten Pläne sahen einen Ring aus Stadtautobahnen um das Zentrum der Hansestadt vor.
In den 1970er Jahren gab es weitere Planungen zur Erweiterung des Hamburger Autobahnnetzes durch Stadtautobahnen (siehe auch: Bundesautobahn 25). Diese umfassten auch Pläne für eine Hafen-Autobahn. Die Planungen stießen jedoch auf heftigen Widerstand und wurden nur in einem geringen Umfang realisiert. Als einziges Bauwerk der geplanten Hafenquerspange wurde die Köhlbrandbrücke als Teilleistung umgesetzt. 
Die Pläne für die Hafen-Autobahn wurden 1984 vorerst aufgegeben, nachdem die Realisierung des Baumwalltunnels, der die Autobahn mit dem Stadtzentrum auf der anderen Elbseite verbinden sollte, an der fehlenden Finanzierung durch den Bund gescheitert war. Stattdessen wurde mit den Planungen für den Bau einer vierten Elbtunnelröhre begonnen.

## Verworfene Planungen als A 252
Planungen unter der Bezeichnung Hafenquerspange existieren seit den 1980er Jahren. Lange Zeit war dabei eine Lösung als Verlängerung der ab 1987 gebauten A 252 geplant.
Zwischenzeitlich war eine nördliche Trassenführung vorgesehen, die nur etwa 1,5 km lange A 252 durch Wilhelmsburg und das Hafengebiet nach Westen zu verlängern und an die A 7 anzuschließen. Die stadteigene Realisierungsgesellschaft (ReGe) erarbeitete dazu im Auftrag des Hamburger Senats Planungen entlang der 2005 vom Bund vorgegebenen Linienbestimmung. Dabei wurden auch eine Untertunnelung des Köhlbrands sowie des Spreehafens geprüft. 2008 wurden die Baukosten für diesen ca. 8 km langen Lückenschluss von der zuständigen Behörde für Stadtentwicklung und Umwelt auf etwa 1 Milliarde Euro veranschlagt. In einer Machbarkeitsstudie des Bundes wurde unter anderem ein Bau in öffentlich-privater Partnerschaft geprüft, also die Möglichkeit einer Mitfinanzierung durch einen privaten Betreiber, wodurch für die Strecke eine Maut sowohl für LKW als auch für PKW hätte erhoben werden können.

## Aktuelle Planungen als Teil der A 26
Unter dem 2008 von CDU und Grünen gebildeten Hamburger Senat wurden die Pläne zum Bau einer Nordtrasse 2011 verworfen: Diese konnte nach jüngerer Einschätzung der Entwicklung des Hafens (zukünftige Schiffsgrößen, erhöhter Bedarf an die Abwicklung auf der Straße, nötiger Ausbau der Hafengleise, wachsende HafenCity) nicht gerecht werden. Eine Anpassung der Trasse an diese Entwicklung hätte in unverhältnismäßig höheren Kosten resultiert.
Stattdessen wird seitdem eine weiter südlich zu bauende Verbindung, die sog. Hafenpassage, bevorzugt. Das damalige Bundesministerium für Verkehr, Bau und Stadtentwicklung unter Peter Ramsauer beschloss das Projekt am 30. April 2011. Die Planungen sehen eine Verlängerung der im Bau befindlichen A 26 bis zur A 1 bei Stillhorn vor. Teil des Projekts sind die neu zu errichtende Süderelbebrücke Moorburg und ein Autobahnkreuz bzw. -dreieck mit der A 253 und der Wilhelmsburger Reichsstraße.